# Angiolo Nardi Dei
Angiolo Nardi Dei (Chiusi, 9 gennaio 1833 – Firenze, 23 gennaio 1913) è stato un matematico e politico italiano.

## Biografia
Nato da nobile famiglia toscana, laureato in Fisica Matematica presso l'Università di Pisa nel 1857 e in Matematica Applicata nel 1860 presso la medesima Università, nel 1859 ottenne l'abilitazione all'esercizio della professione di ingegnere e di architetto.
A partire da quel periodo sua carriera trascorre tutta presso l'Ateneo pisano. Il 10 marzo 1860 venne aggregato alla Facoltà di Scienze come insegnante di Disegno Geometrico e nel 1871 viene nominato professore aggregato do Applicazioni di Geometria descrittiva. Di questa materia divenne professore ordinario nel 1909 (a 76 anni). Insegnò per vari anni anche Contabilità, Estimo Rurale, Topografia e Geometria descrittiva.
Non si conoscono sue pubblicazioni, all'infuori di un corso litografato di Geometria descrittiva. Sentì sempre la forte necessità di unire alla lezione cattedratica gli esercizi di vario genere, per questo fu fautore con assidua e paziente cura alla creazione e all'incremento della Scuola di Disegno e del Gabinetto di Topografia.
Fu attivo membro dell'Amministrazione Comunale di Pisa, interessandosi massimamente ai monumenti, all'igiene e alle bonifiche. Ricoprì l'incarico di Sindaco di Pisa dal 1890 al 1895.
Morì il 23 gennaio 1913, due settimane dopo aver compiuto 80 anni.
| Controllo di autorità | VIAF (EN) 90272852 · SBN PISV002291 |